# Mistrzostwa Świata w Biegach Przełajowych 1987
15. Mistrzostwa Świata w Biegach Przełajowych – zawody lekkoatletyczne, które odbyły się 22 marca 1987 na terenie toru wyścigów konnych Służewiec w Warszawie. 
Pierwotnie przełajowe mistrzostwa świata miały odbyć się w Warszawie zimą 1982 roku jednak z powodu wprowadzenia w Polsce 13 grudnia 1981 roku stanu wojennego Międzynarodowe Stowarzyszenie Federacji Lekkoatletycznych (IAAF) przeniosło imprezę do Rzymu.

## Rezultaty

### Mężczyźni
|                      | 1. miejsce                                                                                | Rezultat | 2. miejsce                                                                                             | Rezultat | 3. miejsce | Rezultat |
| Seniorzy – 12 km     | John Ngugi                                                                                | 36:07    | Paul Kipkoech                                                                                          | 36:07    | Paul Arpin | 36:51    |
| Seniorzy – Drużynowo | Kenia · John Ngugi · Paul Kipkoech · Some Muge · Andrew Masai · Moses Tanui · Sisa Kirati | 53 pkt.  | Anglia · Dave Clarke · Carl Thackery · Kevin Forster · Steve Binns · Craig Mochrie · Jonathan Richards | 146 pkt. | Etiopia · Abebe Mekonnen · Haji Bulbula · Wodajo Bulti · Wolde Silasse Melkessa · Melese Feissa · Bekele Debele | 161 pkt. |
| Juniorzy             | Wilfred Kirochi                                                                           | 22:18    | Demeke Bekele                                                                                          | 22:18    | Debebe Demisse                                                                                                  | 22:20    |
| Juniorzy – Drużynowo | Etiopia                                                                                   | 19 pkt.  | Kenia                                                                                                  | 20 pkt.  | Japonia | 73 pkt.  |

### Kobiety
|                      | 1. miejsce                                                                     | Rezultat | 2. miejsce                                                                   | Rezultat | 3. miejsce                                                                            | Rezultat |
| Seniorki – 8 km      | Annette Sergent-Palluy                                                         | 16:46    | Liz Lynch                                                                    | 16:48    | Ingrid Kristiansen                                                                    | 16:51    |
| Seniorki – Drużynowo | Stany Zjednoczone · Lynn Jennings · Lesley Lehane · Mary Knisely · Janet Smith | 46 pkt.  | Francja · Annette Sergent-Palluy · Martine Fays · Anne Viallix · Maria Lelut | 50 pkt.  | ZSRR · Natalya Sorokiwskaja · Olga Bondarienko · Jelena Romanowa · Marina Rodczenkowa | 55 pkt.  |

## Klasyfikacja medalowa
| Miejsce | Kraj              | Złoto | Srebro | Brąz | Razem |
| 1.      | Kenia             | 3     | 2      | 0    | 5     |
| 2.      | Etiopia           | 1     | 1      | 2    | 4     |
| 3.      | Francja           | 1     | 1      | 1    | 3     |
| 4.      | Stany Zjednoczone | 1     | 0      | 0    | 1     |
| 5.      | Anglia            | 0     | 1      | 0    | 1     |
| 5.      | Szkocja           | 0     | 1      | 0    | 1     |
| 7.      | Japonia           | 0     | 0      | 1    | 1     |
| 7.      | Norwegia          | 0     | 0      | 1    | 1     |
| 7.      | ZSRR              | 0     | 0      | 1    | 1     |